# 中須加インターチェンジ
中須加インターチェンジ（なかすかインターチェンジ）は、石川県河北郡津幡町にある国道8号（国道159号と重複）津幡バイパスのインターチェンジ。

## 概要
- 金沢方面のみ流出入可能なハーフインターチェンジである。富山・七尾方面の流出入ランプは側道を経て、隣の中橋ICまたは南中条ICを利用する。

## 道路
- 国道8号（国道159号）津幡バイパス

## 接続する道路
- 津幡町道

## 周辺
- 井上の庄ニュータウン

## 隣
国道8号（国道159号） 津幡バイパス
中橋IC - 中須加IC - 南中条IC